# 김병기 (1961년)
김병기(金炳基, 1961년 7월 10일~)는 대한민국의 관료, 정치인이며, 제20·21·22대 국회의원이다. 더불어민주당 소속 국회의원이다.

## 학력
- 홍익대학교 사범대학 부속국민학교 졸업
- 경성중학교 졸업
- 중동고등학교 졸업
- 경희대학교 국민윤리학 학사

## 경력
- 1987년: 국가안전기획부 근무
- 1997년~1998년: 김대중 대통령직인수위원회 파견근무
- 2003년~2008년: 노무현 정부 국가정보원 테크스포스 근무
- 2013년: 국가정보원 인사처장
- 더불어민주당 정책위원회 부의장
- 2016년 4월~: 더불어민주당 서울특별시당 동작구 갑 지역위원회 위원장
- 2016년 4월 13일 대한민국 제20대 국회의원 선거 당선(서울 동작구 갑, 더불어민주당, 초선)
- 2017년 4월~2017년 5월: 제19대 대통령 선거 더불어민주당 문재인 대통령 후보 국민주권선거대책위원회 상황본부 제1부실장, 새로운대한민국위원회 위원
- 2017년 5월~2018년 8월: 더불어민주당 특보단장
- 2017년 5월~2017년 7월: 국정기획자문위원회 외교안보분과 위원
- 2017년 8월~2018년 8월: 더불어민주당 적폐청산위원회 간사
- 2020년 4월 15일 대한민국 제21대 국회의원 선거 당선(서울 동작구 갑, 더불어민주당, 재선)
- 2020년 9월~2025년 1월: 더불어민주당 북한이탈주민특별위원회 위원장
- 2020년 11월~: 민주주의 4.0 연구원 감사
- 2022년 2월~2022년 3월: 제20대 대통령 선거 더불어민주당 이재명 대통령 후보 중앙선대위 현안대응 TF단장
- 2022년 2월~2022년 3월: 제20대 대통령 선거 더불어민주당 이재명 대통령 후보 중앙선대위 디지털대전환위원회 수석부위원장
- 2022년 2월~2022년 3월: 제20대 대통령 선거 더불어민주당 이재명 대통령 후보 중앙선대위 평화외교안보특별위원회 공동위원장
- 더불어민주당 서울특별시당 윤리심판원 부원장
- 더불어민주당 을지로위원회 위원
- 2022년 4월~2022년 6월: 제8회 전국동시지방선거 더불어민주당 공천심사위원회 부위원장
- 2022년 9월~2024년 4월: 더불어민주당 수석사무부총장
- 2023년 2월~: 더불어민주당 기본사회위원회 부위원장
- 2023년 11월: 더불어민주당 제22대 국회의원 선거 기획단 위원
- 2023년 11월: 더불어민주당 중앙당 공직선거후보자검증위원회 위원장
- 2024년 1월: 더불어민주당 제22대 국회의원 선거 공직선거후보자추천관리위원회 간사
- 2024년 4월 10일 대한민국 제22대 국회의원 선거 당선(서울 동작구 갑, 더불어민주당, 3선)
- 2024년 8월~: 더불어민주당 인재위원회 수석부위원장
- 2025년 2월~: 더불어민주당 종교특별위원회 공동위원장
- 2025년 6월~: 더불어민주당 원내대표
- 2025년 6월~2025년 8월: 더불어민주당 당대표 권한대행
- 2025년 6월~2025년 8월: 민주연구원 이사장

## 의정 활동
- 2016년 5월 30일~2020년 5월 29일: 제20대 국회의원(서울 동작구 갑, 더불어민주당, 초선)
  - 2016년 6월~2018년 5월: 제20대 국회 전반기 국방위원회 위원
  - 2016년 6월~2018년 5월: 제20대 국회 전반기 정보위원회 간사
  - 2017년 6월~2018년 5월: 제20대 국회 전반기 예산결산특별위원회 위원
  - 2018년 7월~2020년 5월: 제20대 국회 후반기 국방위원회 위원
  - 2018년 10월~2020년 5월: 제20대 국회 후반기 정보위원회 위원
- 2020년 5월 30일~2024년 5월 29일: 제21대 국회의원(서울 동작구 갑, 더불어민주당, 재선)
  - 2020년 6월~2022년 3월: 제21대 국회 전반기 국방위원회 위원
  - 2020년 6월~2022년 5월: 제21대 국회 전반기 정보위원회 간사
    - 2020년 9월~2022년 5월: 제21대 국회 전반기 정보위원회 법안심사소위원회 위원장
    - 2020년 9월~2022년 5월: 제21대 국회 전반기 정보위원회 예산결산심사소위원회 위원
    - 2020년 9월~2022년 5월: 제21대 국회 전반기 정보위원회 청원심사소위원회 위원

  - 2022년 3월~2022년 5월: 제21대 국회 전반기 국방위원회 간사
  - 2022년 7월~2023년 12월: 제21대 국회 후반기 국토교통위원회 위원
  - 2022년 7월~2024년 5월: 제21대 국회 후반기 정보위원회 위원
  - 2023년 12월~2023년 12월: 제21대 국회 후반기 환경노동위원회 위원
  - 2023년 12월~2024년 5월: 제21대 국회 후반기 국토교통위원회 위원
  - 2022년 4월~2024년 5월: 국회가톨릭신도의원회 수석부회장
- 2024년 5월 30일~: 제22대 국회의원(서울 동작구 갑, 더불어민주당, 3선)
  - 2024년 5월~: 제22대 국회 전반기 가톨릭신도의원회 회장
  - 2024년 6월~2025년 6월: 제22대 국회 전반기 정무위원회 위원
  - 2024년 6월~: 제22대 국회 전반기 정보위원회 위원
  - 2025년 6월~: 제22대 국회 전반기 국회운영위원회 위원장
  - 2025년 6월~: 제22대 국회 전반기 국방위원회 위원

## 역대 선거 결과
|  | 36.54% |

|  | 55.29% |

|  | 50.49% |

## 소속 정당
| 소속 정당 | 소속 정당    | 소속 기간 | 비고      |
| --------- | ------------ | --------- | --------- |
|           | 더불어민주당 | 2016~현재 | 정계 입문 |

## 같이 보기
- 동작구 갑
- 서울 동작구의 국회의원